# Cmentarz żydowski w Wałczu
Cmentarz żydowski w Wałczu – powstał w XVII wieku. Został zlikwidowany najpewniej w okresie III Rzeszy, obecnie na jego miejscu wznosi się Wałecki Dom Kultury. Nie zachowały się żadne nagrobki.